# Loggerheads (Staffordshire)
Loggerheads est un village et une paroisse civile du Staffordshire, en Angleterre.